# 德利站
德利輕軌站（英語：Teck Lee LRT Station，代號PW2）是榜鵝輕軌上的一個車站，由新捷運經營。此站附近的主要建築物為新加坡理工大學榜鵝校園。該站於2004年完工，但要到2024年8月才正式開通，前後相隔20年。

## 取名
本站取名德利輕軌站因為榜鵝地區是有影響力的商人林德利的出身地。

## 車站結構
| L3 | 1站台              | 榜鵝輕軌 A線經西環外圈往榜鵝方向（三記站）   |
| L3 | 島式月台，右側開門 |                                              |
| L3 | 2站台              | 榜鵝輕軌 B線經西環內圈往榜鵝方向（榜鵝坊站） |
| L2 | 大廳               | 驗票口、自動售票機                           |
| L1 | 地面               |                                              |

## 出口
| 出口編號 | 建議前往的目的地 | 照片 |
| -------- | ---------------- | ---- |
| A        |                  |      |
| B        |                  |      |